# A villámtolvaj
A villámtolvaj Rick Riordan amerikai író a Percy Jackson és az olimposziak című könyvsorozatának első kötete.

## Magyarul
- A villámtolvaj. Percy Jackson és az olimposziak. Első könyv; ford. Bozai Ágota; Könyvmolyképző, Szeged, 2008

## Tartalom
A könyv egy Percy nevű fiúról szól. A tizenkét éves fiút már nagyon sokszor eltanácsolták az iskolákból. Bármennyire igyekezik, nem tudja távol tartani magától a bajt. Majd egyszer csak megváltozik az élete. Attól a pillanattól szörnyek támadják meg és legjobb barátjáról (Groverről) kiderül, hogy ő egy őrző (Percyt kell őriznie). Anyja  és Grover elviszik őt a Félvér-hegyre és elmagyarázzák neki, a történteket. Azt, hogy az olümposzi istenek léteznek és, hogy a huszonegyedik században is élnek. És ami ennél is rosszabb,  ellopták Zeusz villámát, és Percyt gyanúsítják. Percynek tíz napja van, hogy megtalálja a villámot (megakadályozni az istenek közötti háborút) és, hogy visszaadja Zeusznak.